# Rogers Dry Lake

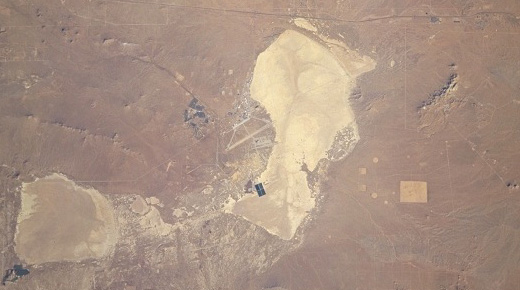
Vista satellitare dei due bacini del Rogers Dry Lake e del Rosamond Lake

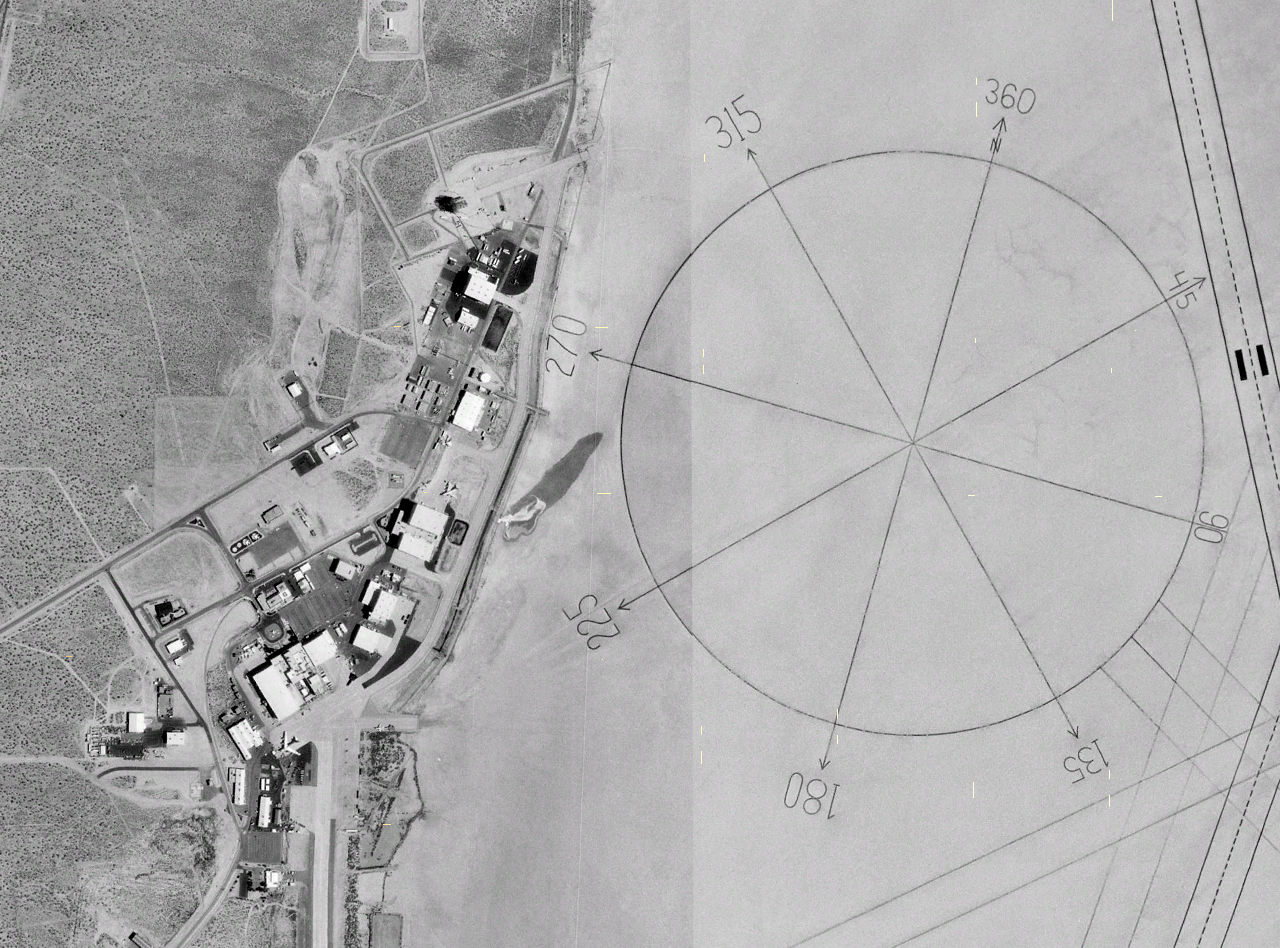
Vista satellitare del Rogers Dry Lake e della base aerea USAF Edwards, con la gigantesca rosa dei venti incisa sul letto del lago

Il Rogers Dry Lake è il bacino prosciugato e desertico di un lago salato endoreico nel deserto del Mojave nella contea di Kern in California. Il lago deve il suo nome all'anglicizzazione del nome spagnolo, Rodriguez Dry Lake.
Costituisce la parte centrale della base aerea Edwards, il centro di ricerche in dotazione alla NASA, facendo sì che la sua superficie dura fornisca un prolungamento naturale alla lunghezza naturale delle piste d'atterraggio asfaltate. La pista 17/35, con le sue 7,5 miglia (circa 12 km), è la più lunga al mondo.

## Geologia
Durante la brevissima stagione umida, è possibile che ristagni dell'acqua sul letto asciutto del lago, accumulandosi alle quote più basse della regione, a circa 700 m s.l.m.
Il lago è adiacente a un bacino più piccolo, il Rosamond Lake, assieme al quale, durante l'Olocene, formava un solo specchio d'acqua.

## Edwards Air Force Base
Molti dei risultati più notevoli raggiunti alla base Edwards hanno avuto come teatro il lago asciutto Rogers.
È anche famoso per la rosa dei venti disegnata sul suo letto, la più grande del mondo. Nel 1985 è stata riconosciuta come National Historic Landmark.

### Piste aeree
- La pista d'atterraggio 04/22, in aggiunta alla sua parte asfaltata, si avvale di un prolungamento per 2.700 m sul letto asciutto del lago Rogers.

Vi sono altre sette piste ufficiali sul letto del lago Rogers:
- 17/35 (12.1 km) (pista principale)
- 05/23 (8.4 km)
- 06/24 (2.3 km)
- 07/25 (6.4 km)
- 09/27 (3.2 km)
- 12/30 (3.2 km) Si compone di due piste adiacenti (L e R). La pista 30 si dispiega sulla rosa dei venti, così che l'adiacente pista 12, non segnata, non viene mai usata
- 15/33 (10.0 km)
- 18/36 (7.2 km)